# Eckard Briest
Eckard Briest (* 21. April 1909 in Adlershof; † 8. Dezember 1992 in Feuchtwangen) war ein deutscher Botschafter.

## Leben
Briest war Sohn des Arztes Eckard Briest und seiner Frau Lucie geb. Buchholz. Er besuchte ein Realgymnasium in Berlin. Nach dem Abitur studierte er Rechtswissenschaft, Staatswissenschaften und orientalische Sprachen in Greifswald und Berlin. Seit 1927 war er Mitglied des Corps Pomerania Greifswald. Im Februar 1930 machte er das Diplom in chinesischen Sprachen am Seminar für orientalische Sprachen in Berlin. Nach dem Referendarexamen am 25. Mai 1932 trat er in den preußischen Justizdienst und betrieb Sprachstudien in London und Paris. Zum 1. Mai 1933 trat er der NSDAP bei (Mitgliedsnummer 2.593.757).
Seit 1957 mit Barbara geb. Hilgenstock verheiratet, hinterließ er eine Tochter und einen Sohn.

### China und Vereinigte Staaten
Am 20. März 1935 wurde Briest in den Auswärtigen Dienst einberufen und als Attaché in der Abteilung IV (Osteuropa, Skandinavien, Ostasien) eingesetzt. Von April 1936 bis Januar 1937 war er an der Gesandtschaft in Helsingfors. Nach der diplomatisch-konsularischen Prüfung am 1. Juli 1937 wurde er an die Botschaft in China (15. Juli 1937) beordert und in den Generalkonsulaten Hongkong (kommissarisch) und Kanton eingesetzt. Im November 1939 kam er als Legationssekretär an die Botschaft in Shanghai, ein Jahr später an die Gesandtschaft in Hsingking (kommissarisch).
Anfang 1941 war als Vizekonsul zwei Monate am Generalkonsulat New York und dann bis zur Schließung der deutschen Konsularbehörden in den Vereinigten Staaten im Juli 1941 am Konsulat in Cleveland.
Als Legationssekretär war er ab 28. Juli 1941 bei der Informationsstelle III im Ministerium Ribbentrop kommissarisch eingesetzt.

### Wehrmacht und Gefangenschaft
Am 16. März 1943 wurde Briest zur Wehrmacht einberufen. Am 13. November 1943 geriet er in sowjetische Kriegsgefangenschaft, aus der er nach zwölf Jahren, am 9. Oktober 1955, bei Konrad Adenauers Heimkehr der Zehntausend entlassen wurde.

### Irland und Südamerika
Ab 7. April 1956 wieder im Auswärtigen Dienst, arbeitete er als Hilfsreferent in der Abteilung III (Frankreich, Benelux, Italien, Schweiz; Mittlerer Osten und Südostasien). Am 6. November 1956 zum Legationsrat I. Klasse ernannt, ging er im Mai 1957 als Gesandtschaftsrat I. Klasse an die Gesandtschaft in Dublin.
Im Januar 1960 wurde er Botschafter in Asunción. Ende 1962 verhandelte Briest mit dem Außenminister Raúl Sapena Pastor über ein Visaabkommen. Die Bundesregierung wies ihren Botschafter in Paraguay 1964 an, formell die Ausweisung von Josef Mengele zu beantragen. Alfredo Stroessner drohte Briest mit dem Abbruch der diplomatischen Beziehungen zur Bundesrepublik Deutschland.
Im November 1965 trat Briest den Botschafterposten in Montevideo an.

### Neuseeland und Südsee
Am 16. September 1970 tauschte er seinen Posten in Montevideo mit Kurt Luedde-Neurath, dem bisherigen deutschen Botschafter in Wellington auf Neuseeland, zu dessen Nachfolger er ernannt wurde. Seit 1971 war er zugleich Generalkonsul für das Königreich Tonga, Konsul für das britisch-amerikanische Kondominium Canton and Enderbury Islands sowie für Britisch Samoa, seit 1972 zugleich Botschafter für Westsamoa.
Am 30. April 1974 wurde Briest in den Ruhestand versetzt. Er starb in Schloss Thürnhofen bei Feuchtwangen.

## Ehrungen
- 1968: Verdienstkreuz 1. Klasse der Bundesrepublik Deutschland
- 1974: Großes Verdienstkreuz der Bundesrepublik Deutschland